# Multi Packaging Solutions
Multi Packaging Solutions (MPS) ist ein Hersteller der Verpackungsindustrie mit Schwerpunkt hochwertige Konsumgüter- und Pharmazieverpackungen. Der Sitz befindet sich in Hamilton (Bermuda) und die Hauptzentrale in New York. Seit 2017 ist es ein Tochterunternehmen von WestRock.

## Geschichte
Im Jahr 2013 fusionierte Multi Packaging Solutions mit dem Konkurrenten Chesapeake. Während MPS zu diesem Zeitpunkt der Madison Dearborn Partners gehörte, war Chesapeake im Besitz der Carlyle Group. Multi Packaging Solutions ging Ende 2015 an die New Yorker Börse. 2011 wurde das Unternehmen CartonDruck aus Obersulm übernommen. Im Januar 2017 wurde eine Einigung zur Übernahme des Unternehmens durch den Verpackungshersteller WestRock erzielt. Diese Übernahme konnte im Sommer 2017 abgeschlossen werden.

## Produktion
Der Konzern hat 58 Werke auf drei Kontinenten und 14 Ländern. Er beschäftigt über 9200 Personen. In Deutschland hat das Unternehmen Werke in Kreuzau-Stockheim, Melle, Obersulm und Stuttgart. Hier werden hauptsächlich Verpackungen für Süßwaren produziert, z. B. für die Marken von Nestlé und Lindt. In Deutschland haben die Werke insgesamt 900 Beschäftigte, davon etwa 175 in Stockheim. Die Werke in Deutschland steuern etwa 150 Millionen Euro zum Konzernumsatz von 1,5 Milliarden Euro bei. Alleine in Stockheim werden jährlich etwa 900 Millionen Verpackungen produziert.